# NetWare Link Services Protocol
NetWare Link Services Protocol (NLSP) je směrovací protokol pro Internetwork Packet Exchange (IPX) založený na stavu linek, který je dostupný od NetWare 3 a je implicitním směrovacím protokolem pro IPX na NetWare od verze 4.11.

## Popis
Směrovací protokol NetWare Link Services Protocol je založen na protokolu Intermediate System to Intermediate System (IS-IS) vyvinutém Mezinárodní organizací pro normalizaci (ISO). NLSP umožňuje serverům Novell NetWare, aby si vyměňovaly směrovací informace a informace o službách bez velkého broadcast provozu generovaného protokoly Routing Information Protocol a Service Advertising Protocol. Místo periodického vysílání informací každých několik minut jako u RIP a SAP, NLSP vysílá pouze každé dvě hodiny nebo když dojde ke změně v cestách nebo službách, což z něj činí mnohem vhodnější protokol pro použití v rozlehlých sítích WAN.